# Walter Benton
Walter Benton (Los Angeles, 8 september 1930 - 14 augustus 2000) was een Amerikaanse jazz-saxofonist (tenorsaxofoon).
Benton begon saxofoon te spelen in zijn highschool-tijd in Los Angeles. Na zijn diensttijd in het Amerikaanse leger, begin jaren 50, speelde hij in 1954 met Kenny Clarke, Max Roach en Clifford Brown. Van 1954 tot 1957 speelde hij bij Pérez Prado, waarmee hij tevens toerde in Azië. In 1957 werkte hij met Quincy Jones, daarna met Victor Feldman (1958-59). Vanaf 1959 leidde hij een eigen groep en in 1960 nam hij onder eigen naam op, met Freddie Hubbard, Wynton Kelly, Paul Chambers en Tootie Heath. Datzelfde jaar werkte hij tevens samen met Max Roach en Julian Priester. In 1961 nam hij op met Abbey Lincoln, opnieuw Max Roach, Eric Dolphy en Slide Hampton. Later dat decennium werkte hij met Gerald Wilson en John Anderson.

## Discografie

### Als leider
- Out of This World (Jazzland, 1960)

### Als sideman
Met Clifford Brown
- Best Coast Jazz (Emarcy, 1954)
- Clifford Brown All Stars (Emarcy, 1954 [1956])

Met Quincy Jones
- Go West, Man! (ABC-Paramount Records, 1957)

Met Victor Feldman
- Latinsville! (Contemporary Records, 1960)

Met Milt Jackson
- Meet Milt Jackson (Savoy, 1954)

Met Abbey Lincoln
- Straight Ahead (Candid, 1961)

Met Julian Priester
- Spiritsville (Jazzland, 1960)

Met Max Roach
- We Insist! (Candid, 1960)